# Liste der Monuments historiques in Autreville (Vosges)
Die Liste der Monuments historiques in Autreville führt die Monuments historiques in der französischen Gemeinde Autreville auf.

## Liste der Immobilien
| Bezeichnung     | Beschreibung           | Standort                  | Kennzeichnung | Schutzstatus | Datum | Bild           |
| --------------- | ---------------------- | ------------------------- | ------------- | ------------ | ----- | -------------- |
| Kirche St-Brice | ab dem 12. Jahrhundert | Rue de Neufchâteau (Lage) | PA00107085    | Classé       | 1987  | weitere Bilder |

## Liste der Objekte
| Bezeichnung                                              | Beschreibung                                                               | Standort                      | Kennzeichnung | Schutzstatus | Datum | Bild |
| -------------------------------------------------------- | -------------------------------------------------------------------------- | ----------------------------- | ------------- | ------------ | ----- | ---- |
| Retabel Anbetung der Könige                              | Stein, farbig gefasst, 18. Jahrhundert; zugehörig PM88001108               | in der Kirche St-Brice (Lage) | PM88000026    | Classé       | 1967  |      |
| Zwei Skulpturen: Heiliger Nikolaus und Heiliger Brictius | Stein, farbig gefasst, 18. Jahrhundert                                     | in der Kirche St-Brice (Lage) | PM88001108    | Classé       | 1967  |      |
| Sakramentshaus                                           | Stein, 16. Jahrhundert; schmiedeeiserne Tür in den 1980er Jahren gestohlen | in der Kirche St-Brice (Lage) | PM88000025    | Classé       | 1908  |      |